# John Beaumont, 1. viscount Beaumont
John Beaumont, 1. viscount Beaumont KG (ca. 1409 – 10. juli 1460) var en engelsk adelsmand og stormand fra Folkingham, Lincolnshire. Han var rådgiver for kong Henrik 6. og blev belønnet for sine tjenester og blev et førende medlem af adelen i East Anglia. Beaumont holdt adskillige embeder for kronen og blev ophøjet til højeadelen og blev den første mand med rang af viscount. Han samlede også enorm personlig rigdom, erhvervet gennem arv, ægteskab og kongelig protektion.
Beaumont var til stede i nogle af de mest betydningsfulde begivenheder i Henrik 6.'s regeringstid. Han var til stede ved arrestationen af Humphrey, hertug af Gloucester i 1447, hjalp med at forsvare kongen mod Jack Cades oprør i 1450 og hjalp med at slå Richard, hertug af Yorks oprør ned i 1452. Mens York og hans allierede endte med at kæmpe mod kongen, forblev Beaumont loyal over for Lancaster-kronen i 1450'erne, som så begyndelsen på Rosekrigene. Hans personlige loyalitet over for Henrik 6. kostede ham til sidst livet. Han blev dræbt i det han personligt beskyttede kongen i Slaget ved Northampton i 1460. Beaumonts søn, William Beaumont, fortsatte kampen mod York-fraktionen.

## Opvækst
Født på Folkingham Castle, som den ældste søn af Henry Beaumont, 5. baron Beaumont, og forældreløs i en alder af fire år, blev Beaumont Henrik 5.'s myndling, og han blev hurtigt anbragt under Henry Beaufort, biskop af Winchesters formynderskab. Den 24. juli 1425 blev hans ægteskabsrettigheder tildelt af rådet til Sir John Radcliffe som delbetaling for gæld, som kronen skyldte ham. Han blev først indkaldt til parlamentet som Lord Beaumont i 1431, og på et tidspunkt mellem 1425 og 1436 blev han gift med Elizabeth Phelip. Hun var datter og arving til Sir William Phelip, en ridder af Hosebåndsordenen, der var blevet anerkendt som sjette Lord Bardolf Ved hans død i 1441 overgik hans store gods i East Anglia til hans datter og dermed til viscount Beaumont. Dette gjorde ham til en førende skikkelse i regionen. Kombineret med hans egen arv i Leicestershire var han en person, der var værdig at være associeret med William de la Pole, jarl af Suffolk (død 1450) og derefter indtrådte i kong Henrik 6.'s husstand. I 1429 blev Beaumont slået til ridder af den syvårige konge lige inden hans kroning og var i Frankrig sammen med Henrik året efter. Dr. John Watts har antydet, at han som en kongelig myndling måske er blevet opdraget i kongens husstand som ung mand, og at hans senere generøse behandling var en konsekvens af dette. Watts bemærkede, at en rådslov fra 1425 bragte myndlinger af hans status 'permanent omkring kongen'.

## I kongens tjeneste
Hans første store aktivitet på kongens vegne var i Frankrig med kongens onkel, hertugen af Gloucester i juni – juli 1436, som havde til formål at komme Calais til undsætning i et kort, skarpt felttog, omend ved hjælp af den største engelske hær set på fransk jord siden Henrik 5.'s felttog. Han forstærkede kortvarigt hertugen af Yorks styrker i Normandiet, men alle vendte tilbage til England i slutningen af juli 1437. For denne tjeneste blev han tildelt Grevskabet Boulogne i belønning. Han kom imidlertid aldrig til at vende tilbage, selvom jarlen af Warwick havde nævnt ham som en af de foretrukne adelsmænd til at følge ham tilbage til Frankrig det år for at komme York til undsætning. Den 5. januar det følgende år (nu en 'fremtrædende husstandstjener' ifølge Ralph Griffiths) blev han udnævnt til steward for Hertugdømmet Lancaster og forvalter af Leicester, Castle Donington og Higham Ferrers. I 1439 blev han en del af kongens råd, som effektivt styrede landet under kongens formynderskab, og i 1446 var han 'tæt involveret' i fredsforhandlinger med franskmændene. I 1445 blev han udnævnt til Rigskonstabel af England, en udsending til Frankrig samme år, hvor disse forhandlinger påbegyndtes, og fem år senere, til skotterne.
I juni 1457 var han personligt ansvarlig for at gribe ind over for biskop Pecock, en ondskabsfulde anti-lollarders aktiviteter. Imidlertid førte hans ondskab til mistanke om kætteri, hvilket resulterede i Beaumonts tilskyndelse til en formel undersøgelse af biskoppens prædikener og skrifter. Pecock indvilligede i at afsværge og opgive sit kætteri i november 1457 og fratrådte sit bispedømme et år senere.

### I kongens gunst
I 1440 var han fast i kongens gunst, idet han blev den første engelske viscount nogensinde som viscount Beaumont (1440), muligvis fordi på det tidspunkt var Boulogne faktisk var tabt for ham og derefter tildelt kongelige besiddelser i East Anglia, yderligere officielle stillinger på kongeborge, Lord Great Chamberlain, slået til ridder af Hosebåndsordenen og den feudale viscountcy i Beaumont i Frankrig. I 1445 blev han udpeget som fremmeste viscount og tildelt forrang over enhver anden - endnu ikke ophøjet viscount. Disse konsekvente forfremmelser og favorisering er blevet genstand for en vis spekulation af historikere; John Watts har sat spørgsmålstegn ved, hvorfor han 'tiltrak en sådan ekstraordinær bunke af hædersbevisninger og frynsegoder fra kronen i disse år.' Han antyder, at som en mægtig adelsmand i East Anglia, med al den territoriale og regionale betydning, det betød, - var det nok til at gøre ham værdig til forfremmelse. Beaumont bestilte et samtidigt manuskript om ridderlighed, Knyghthode og Bataile, en bearbejdelse af Vegetius til præsentation for kongen, og var også en stor velgører for Queens 'College, Cambridge, som kongen havde tildelt ved charter til sin hustru dronning Margrete i 1448.

## Andet ægteskab
Hans hustru døde i oktober 1441, inden for to år giftede han sig med Katherine Strangways, født Neville, som var enkehertuginde af Norfolk og adel i sin egen ret som søster til Richard Neville, jarl af Salisbury, og dermed hvad der ville have blevet betragtet som en stor ægteskabspræmie. Hun bragte ham yderligere territorial og økonomisk styrke.

## Politisk karriere
Beaumont var fuldt involveret i de politiske kriser, der prægede Henrik 6.'s regeringstid. Griffiths har stemplet ham som en del af 'en lille gruppe ligesindede mænd, ledet af Suffolk', der kunne arbejde for kongen, hvad enten det var i råd eller på kongelige rundrejser, skønt hans deltagelse i rådet ser ud til at være blevet mere sporadisk omkring 1443. Som Steward of England  arresterede han personligt, dog var han bl.a. ledsaget af andre stormænd som hertugen af Buckingham og jarlen af Salisbury, Humphrey, hertug af Gloucester for forræderi, i Bury St Edmunds den 18. februar 1447. I løbet af den efterfølgende periode med katastrofer uden for landets grænser, der af samtiden kom til at symbolisere Suffolks regerings fiasko i slutningen af 1440'erne, støttede Beaumont ikke kun hertugens politik, men støttede ham under hans rigsret. Med Suffolks fald i 1450 er det blevet beskrevet som 'temmelig overraskende', at Beaumont ikke faldt sammen med ham efter at have 'været involveret i nogle af regimets mest upopulære aktiviteter.' For eksempel var han en nær forbindelse og 'beskytter'  af den 'egensindige' Sir William Tailboys (som Griffiths også kaldte 'hovedkæltring') da Tailboys forsøgte at myrde Lord Cromwell ved højlys dag i november 1449. Han havde også lidt et mindre angreb på sin herregård i Boston det foregående år, men det er sandsynligt, at han blev betragtet som mere upartisk på det tidspunkt, end han er blevet set siden. Faktisk, langt fra at lide af hans protektors fald, blev han udnævnt til Suffolks gamle stilling som Lord Chamberlain of England, dog kun for tre uger.
Ved udbruddet af Jack Cades oprør fik han den 10. juni 1450 til opgave til at forstærke London, og han fulgte Henrik 6. tilbage til hovedstaden i juli. Senere forhandlede han med hertugen af Buckingham med oprørerne i Blackheath og tilbød dem kongens benådninger.
På tidspunktet for mordet på hertugen af Suffolk havde Beaumont været associeret med nu genstridige Richard, hertug af York, efter at have været en af hertugens lensmænd i maj 1436 og marts 1441 og muligvis endda fungeret som hertugens rådgiver lejlighedsvist. Han havde også tilsluttet sig York i kongens råd under Yorks første protektorat (marts 1453 – januar 1454). Men mens York trak sig længere væk fra hoffet, synes Beaumont at have bevæget sig nærmere det. Selvom han tilsyneladende ikke havde været til stede under Det 1. slag ved St Albans i 1455, havde han allerede stået sammen med kongen mod York i sidstnævntes dødvande mod kongen i Dartford i 1452, og derefter sad som dommer over nogle af hans mænd. Til sidst sluttede han sig til anti-Neville-fraktionen ved hoffet, skønt hans hustru var en Neville, havde hendes familie nu sluttet sig til hertugen af York. Han var en del af gruppen af stormænd, der berettede til parlamentet, at kongen var syg, og at de 'ikke kan vække ham' i marts 1454. Han var også en mægler mellem York og kongens parti, ledet af hertugen af Somerset, efter kongens raskmelding i 1454. Dog ifølge Griffiths ikke 'strengt upartisk'. Griffiths foreslår faktisk, at hans udnævnelse til rådet den 15. april 1454 efter kongens raskmelding og Yorks afskedigelse var en del af et planlagt forsøg på at 'genbalancere' rådet efter protektoratet. Det blev endda berettet (dog fejlagtigt), at han havde rekrutteret en hær til at marchere mod London i 1454. Han var en af de få Lords Temporal, der blev i Henrik 6.'s råd i de sidste år af årtiet, hvor han var blevet dronningens hovedsteward. Han var også en del af den kongelige kommission, der blev nedsat af parlamentet i juli 1455 for at undersøge kongens husholdningsudgifter. Den tillid, som dronningen nærede til ham, blev demonstreret den 28. januar 1457, da han blev udnævnt til rådet for den unge prins af Wales, som havde ansvaret for hans ejendomsadministration, udgifter, personale og administration.
Hans loyalitet over for kronen var sådan, at i 1460 erklærede York-fraktionen ham som en af deres største dødsfjender blandt kongens støtter. De hævdede også, at Beaumont sammen med jarlerne af Wiltshire og Shrewsbury havde orkestret York-støtternes fratagelse af ære, liv og gods under Coventry-parlamentet i 1459 for at overtage York-besiddelser. Det er sandsynligt, at de var det offentlige fokus for Yorkists fjendskab på en måde, som Henrik 6.'s dronning (hvis personlig rådgiver han var) Margrete af Anjou ikke kunne være.

## Rigdom og godser
I 1444, udvidede han yderligere sin rigdom ved at købe arveretten til Sir Thomas Erdingtons godser, da sidstnævnte døde uden arving. Ligesom andre herrer, der var involveret i Gloucesters fald i 1447, fik han enormt fordel af den efterfølgende omfordeling af hertugens besiddelser.

## Død og arv
Hans troskab til Lancasterian-styrket forblev stærk nok til, at han gribe til våben mod Huset York, og til sidst kostede det ham livet. Idet han ledte kongens hærs center, faldt han sammen med hertugen af Buckingham og Lord Egremont, mens han dannede et menneskeligt skjold for at forsvare kongen, mod de sejrende York-styrker i Slaget ved Northampton den 10. Juli 1460. Selvom kongen var faldet i York-fraktionens hænder, blev Beaumont ikke frataget sin ære, liv og gods, og hans søn fik lov til at modtage sin arv. Formentlig i et forsøg på at forene sin familie med det nye regime. Dette mislykkedes, og Beaumonts anden søn (men som var hans arving), fra da af anden Viscount kæmpede mod den sejrrige hær under den York-kongen Edvard 4. i Slaget ved Towton i marts det næste år.